# Dewey County, Oklahoma
Dewey County är ett administrativt område i delstaten Oklahoma, USA, med 4 810 invånare. Den administrativa huvudorten (county seat) är Taloga. 

## Geografi
Enligt United States Census Bureau har countyt en total area på 2 611 km². 2 590 km² av den arean är land och 21 km² är vatten. 

### Angränsande countyn
- Woodward County - nord
- Major County - nord
- Blaine County - öst
- Custer County - syd
- Roger Mills County - sydväst
- Ellis County - nordväst